# 6775 Giorgini
6775 Giorgini eller 1989 GJ är en asteroid i huvudbältet som upptäcktes 5 april 1989 av den amerikanske astronomen Eleanor F. Helin vid Palomar-observatoriet. Den är uppkallad efter amerikanen Jon D. Giorgini.
Asteroiden har en diameter på ungefär 6 kilometer och den tillhör asteroidgruppen Eunomia.